# Makarem Baladiat Tlidjène
Maillots
Le Makarem Baladiat Tlidjène (en arabe : مكارم بلدية ثليجان), plus couramment  abrégé en MB Tlidjène ou en MBT, est un club de football algérien fondé en 1988 et disparu en 2004, et basé dans la ville de Tlidjène, dans la wilaya de Tébessa.

## Histoire

### Un rêve de jeunes qui devient réalité (1988)
Le MBT est créé par les jeunes d'une petite commune agricole appelée Tlidjène en 1988. Il est initialement présidé par Mohamed Hadj Guelab. L'équipe ne possédait ni de terrain de football ni d'infrastructures de base, et faute de ne pouvoir jouer leurs matchs dans la commune avoisinante de Chrea à cause d'une rivalité naissante avec l'équipe locale du Nadjem de Chrea (NRBC), une surface d'un marché de bétails fut aménagée qui deviendra le futur stade de l'équipe.
Le nom du club est unique en Algérie Makarem, sa signification en arabe fait référence à l'hospitalité et la générosité des gens de ce village.

### Un nouveau qui détourne tous les autres et accède jusqu'au palier national (D2) (1989-1994)
Lors de leur première participation en Ligue de la wilaya de Tébessa, le MBT termine champion à la surprise générale et accède à la Ligue d’Honneur de Batna. Après 2 saisons passées à ce niveau, le MBT accède en division régionale. Lors de sa 3e année en régionale, le club réalise une accession historique en Division Nationale 2. Par hasard, l'accession a lieu face au grand rival du NRB Chrea, dans une ambiance sans précédent.

### La coriace équipe du MB Tlidjène (1995-1999)
À compter de 1995, le MBT évolue en D2 algérienne et rate de peu l'occasion d'accéder en division nationale 1 lors de la saison 1997-1998.
Entre-temps, le MBT réalise des très bonnes performances en Coupe d'Algérie, en arrivant au stade des quarts de finale en 1998 face au MC Oran, et en 1999 face à la JS Kabylie (victoire historique du MBT au match retour sur le score de 1-0 après une défaite 1-4 à Tizi Ouzou, mais aussi après avoir déjà éliminé l'USM El Harrach, le CRB Ain Fekroun et le RC Kouba).

### Dégradation puis dissolution et la fin d'un joli rêve non exaucé (2000-2004)
En 2000, le club quitte la 2e division pour la division D3, puis encore l'année suivante en D4 (régionale).
En 2004, l'équipe rétrograde encore en Ligue d'Honneur ou après seulement 4 journées, le MB Tlidjène annonce son retrait définitif des activités sportives, et il ne reste ainsi pour la région qu'une belle étrange histoire à raconter d'un jeune club issu d'un des coins perdus de l'Algérie profonde ayant frôlé le rêve d'accès en D1 algérienne.

## Image et identité du club

### Couleurs et logo
Les couleurs du MBT étaient le vert et blanc.

### Historique des noms
| Makarem Baladiat Tlidjène |
| ------------------------- |

### Maillots portés par le club
|  |  |  |  |

## Palmarès et bilan

### Palmarès
| National |
| --- |
| - Championnat d'Algérie D2 - 5e : 1998. - Coupe d'Algérie - Quart de finaliste : 1998, 1999. - Régional (D3) - Champion du Gr Est : 1995. - Ligue d'Honneur (D4) - Champion de la ligue d'honneur de Batna : 1992. - Ligue de la wilaya (D5) - Champion de la wilaya de Tébessa : 1990. |

### Résultats par année en championnat
- 1989-90 : D5, L.W. Tébessa, 1re
- 1990-91 : D4, L.H. Batna, ?e
- 1991-92 : D4, L.H. Batna, 1re
- 1992-93 : D3, Gr. est, ?e
- 1993-94 : D3, Gr. est, ?e
- 1994-95 : D3, Gr. est, 1re
- 1995-96 : D2, Gr. est, 11e
- 1996-97 : D2, Gr. est, 14e
- 1997-98 : D2, Gr. est, 5e
- 1998-99 : D2, Gr. est, ?e
- 1999-00 : D3, Gr. est, ?e
- 2000-01 : D4, L.H. Batna, ?e
- 2001-02 : D4, L.H. Batna, ?e
- 2002-03 : D4, L.H. Batna, ?e
- 2003-04 : D4, L.H. Batna, Retrait

## Structures du club

### Infrastructures

#### Stade communal de Tlidjène
Avant la création du MBT, la commune de Tlidjène ne disposait pas de terrain de football, ce qui a pousser la nouvelle équipe du MBT à jouer au niveau de la commune avoisinante de Chrea, puis à la suite de la rivalité naissante avec l'équipe locale de cette commue, une surface d'un marché de bétails à Tlidjène fut aménagée pour devenir par la suite le futur stade communal, principal et seul terrain du MBT.

#### Stade 4 Mars 1956
Après l'accession du MBT en divisions supérieures, le club est obligé de recevoir ses adversaires dans le nouveau stade de la ville de Tébessa (inauguré à l'époque en 1992), et a vu le déroulement des matchs du MBT en D2 et en Coupe d'Algérie.

## Personnalités du club

### Anciens joueurs
Méraga (du MCA), Ghouli, Zerig, Daifellah, Soufi, Hadjouri, Chebli (USMAB), Bahlouli (du MOC), Ben Kaci (de la JSK), Amirou (de la JSK), Izri GB (de la JSK), Amara GB (de la JSK), Ben Idir (de la JSK), Jarch, Bourouba, Bahloul, Boutighan, Kherkhache, Aiache, Termoul, Chebli, Aggoune, Amiare, Chabi GB, etc.

### Anciens entraîneurs
Drid, Bouarata.

### Anciens présidents
- Mohamed Hadj Ghelab

## Culture populaire

### Rivalités
- NRB Chrea : Le club de la commune avoisinante de Chrea était le principal rival du MBT à l'époque, étant donné que le président fondateur du MBT Mohamed Hadj Ghelab faisait partie du staff administratif du NRB Chrea, avant de créer le MBT, et que les accessions réalisées par ce dernier étaient toutes en face de l'ennemi jurée de toujours le NRBC (en 1990 puis en 1995).

#### Vidéothèque du MB Tlidjène
| Match OMM vs MBT, Coupe d'Algérie saison 1994-1995 |
| -------------------------------------------------- |
| [vidéo] « Visionner la vidéo », sur YouTube        |